# Médersa El Yusefiya
La médersa El Yusefiya (arabe : المدرسة اليوسفية) est l'une des médersas de la médina de Tunis. Elle est construite pendant la régence ottomane.

## Histoire
Après la prise de contrôle de la Tunisie par l'Empire ottoman à la fin du XVIe siècle, les dirigeants ottomans commencent à propager la doctrine hanafite par la transformation de certaines anciennes médersas hafsides qui enseignaient la doctrine almohade. Parmi les nouvelles médersas se trouve celle de Youssef Dey, appelée Yusefiya.

## Localisation

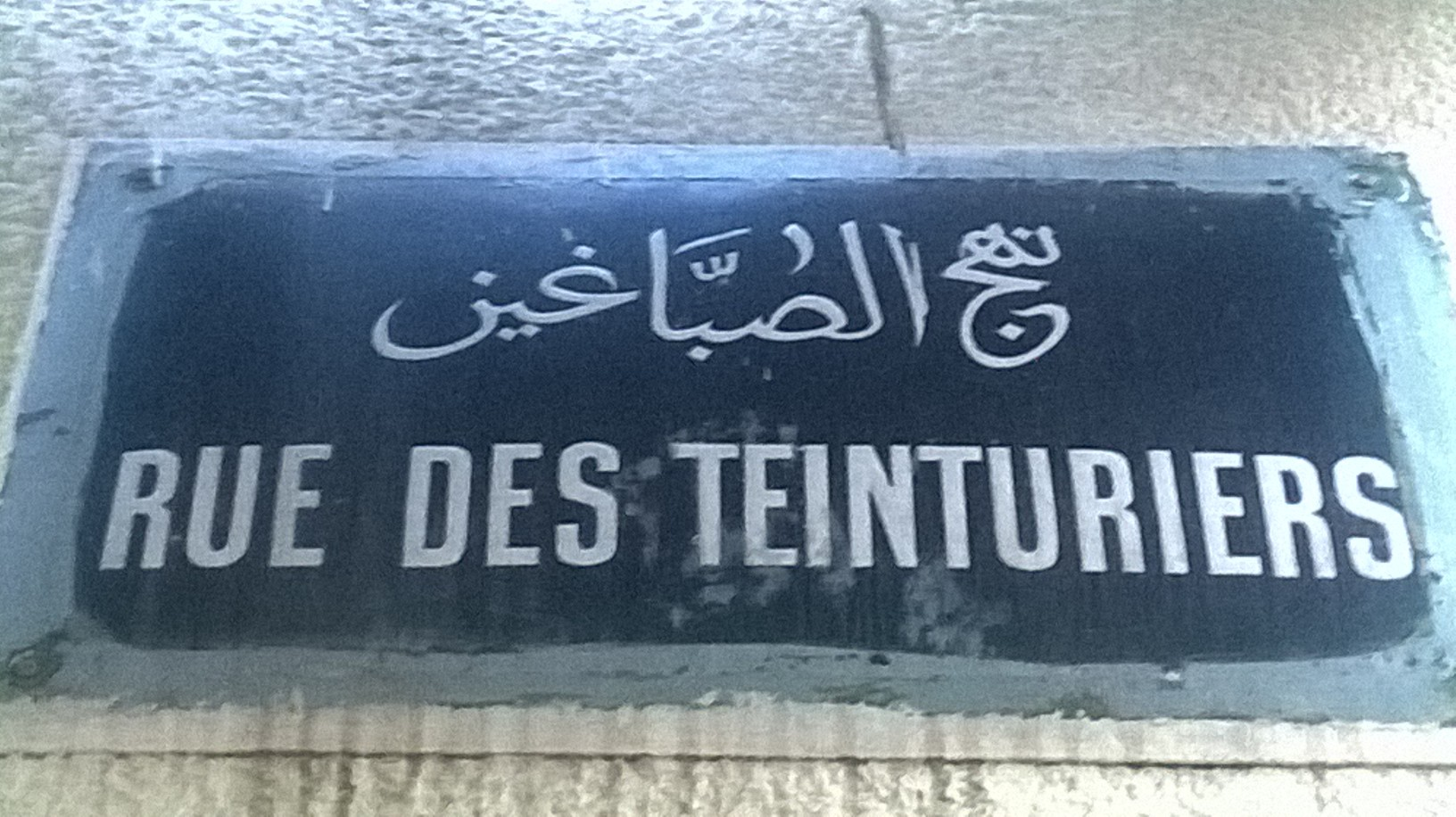
Plaque métallique indiquant la rue des Teinturiers

Elle est bâtie près de la kasbah puis déplacée vers le bâtiment portant le numéro 29 de la rue Es Sabbaghine ou rue des Teinturiers, à l'étage supérieur de la médersa des Teinturiers. Sa capacité originale est de 21 étudiants mais, en 1930, leur nombre atteint 39, soit une augmentation de 18 étudiants, en raison de la crise du logement des étudiants de l'Université Zitouna débutée dans les années 1920 et qui n'est pas résolue par l'ouverture de nouvelles médersas durant cette période.

## Étudiants
Parmi ses étudiants figure le poète Abou el Kacem Chebbi, qui y a passé une partie de sa vie étudiante longue de dix ans. Les étudiants tués lors de la manifestation du 15 mars 1954 ainsi que les blessés ont été transférés dans cette médersa, ce qui témoigne de leur rôle dans ces événements.